# エミリー・ハートン
エミリー・ハートン（Emily Hartong, 1992年2月4日 - ）は、アメリカ合衆国の元女子バレーボール選手である。

## 来歴
カリフォルニア州ロングビーチ出身。10歳の頃にバレーボールを始め、ロス・アラミトス高校（英語版）で本格的に競技者となり、ハワイ大学マノア校に進学。同学チームはNCAA女子バレーボール選手権などではあまり成績は振るわなかったが、ハートンはオールアメリカンチームに幾度となく選出された。
2014年からプロ選手となり、スイスリーグのヴォレロ・チューリッヒと契約。2015年5月2日に韓国バレーボール連盟がカリフォルニア州アナハイムで実施したトライアウトに合格し、指名を受けた現代建設ヒルステートに移籍した。2016年4月の同連盟トライアウトにも参加して合格し、現代建設と再契約した。

## 所属チーム
- ハワイ大学マノア校（2010-2013年）
- ヴォレロ・チューリッヒ（2014-2015年）
- 現代建設ヒルステート（2015-2017年）

## 受賞歴
- 2011年 - オールアメリカン セカンドチーム
- 2012年 - オールアメリカン ファーストチーム
- 2013年 - オールアメリカン ファーストチーム